# The Proms
The Proms (o The BBC Proms; oficialment, The Henry Wood Promenade Concerts presented by the BBC) és un festival de música clàssica londinenc. Fou fundat el 1895 i actualment la temporada es desenvolupa durant vuit setmanes a l'estiu amb concerts diaris; actualment i des de 1927 és organitzat i emès per la BBC. Cada temporada hi ha concerts al Royal Albert Hall, concerts de música de cambra a Cadogan Hall, i moltes altres activitats en diversos espais, anomenades Proms in the Park. El darrer concert, Last Night of the Proms, té una rellevància especial i s'hi associen diverses tradicions i activitats. També en el marc d'aquest festival s'organitzen activitats educatives i infantils. Jiří Bělohlávek va dir que el Proms era "the world's largest and most democratic musical festival".
La denominació Prom s'origina en l'abreviatura per promenade concert, referit als concerts que es feien en els parcs de Londres, amb l'audiència passejant mentre l'orquestra tocava. Actualment, en els concerts algunes entrades tenen un preu molt assequible per unes determinades àrees sense seients on els espectadors escolten el concert drets (això, en l'argot de l'esdeveniment, s'anomena promming, i Prommers o Promenaders aquests espectadors).
En la programació de cada any, s'hi inclouen peces d'autors dels quals se celebra algun aniversari. També s'hi estrenen obres.
En la temporada de 2017 hi van intervenir fins a 7 directores, el nombre més gran de directores fins al moment. La primera dona en inaugurar la temporada en la First Night of the Proms al Royal Albert Hall ha estat Karina Canellakis el 19 de juliol de 2019.
El 2017 hi va ser convidat l'Orfeó Català, que va col·laborar amb altres cors per interpretar els Gurrelieder d'Arnold Schönberg; el 2019 hi va ser convidat per segon cop, junt amb el Cor Jove de l'Orfeó Català, per interpretar Belshazzar’s feast de William Walton (1902-1983), sota la direcció de Sir Simon Rattle.

## Història
Els Promenade concerts havien existit des de mitjans del segle xviii a Londres. El festival actual n'és una continuïtat. Es va inaugurar el 10 d'agost de 1895 al Queen's Hall a Langham Place amb l'empresari Robert Newman. Newman volia ampliar l'audiència oferint entrades a un preu assequible i una atmosfera informal. George Cathcart, un metge otorrinolaringòleg, va donar suport financer als concerts amb la condició que Henry Wood, que aleshores tenia 26 anys, en fos en director. Sir Henry va ser el principal responsable de donar estructura al repertori, amb obres més populars, però també nits dedicades a Beethoven o Schubert i amb l'estrena d'obres noves d'autors contemporanis. Encara avui en dia durant la temporada dels Proms es posa, davant de l'orgue del Royal Albert Hall, un bust de bronze de Sir Henry Wood, recuperat de les ruïnes del Queen's Hall que va ser destruït per un bombardeig el maig de 1941.

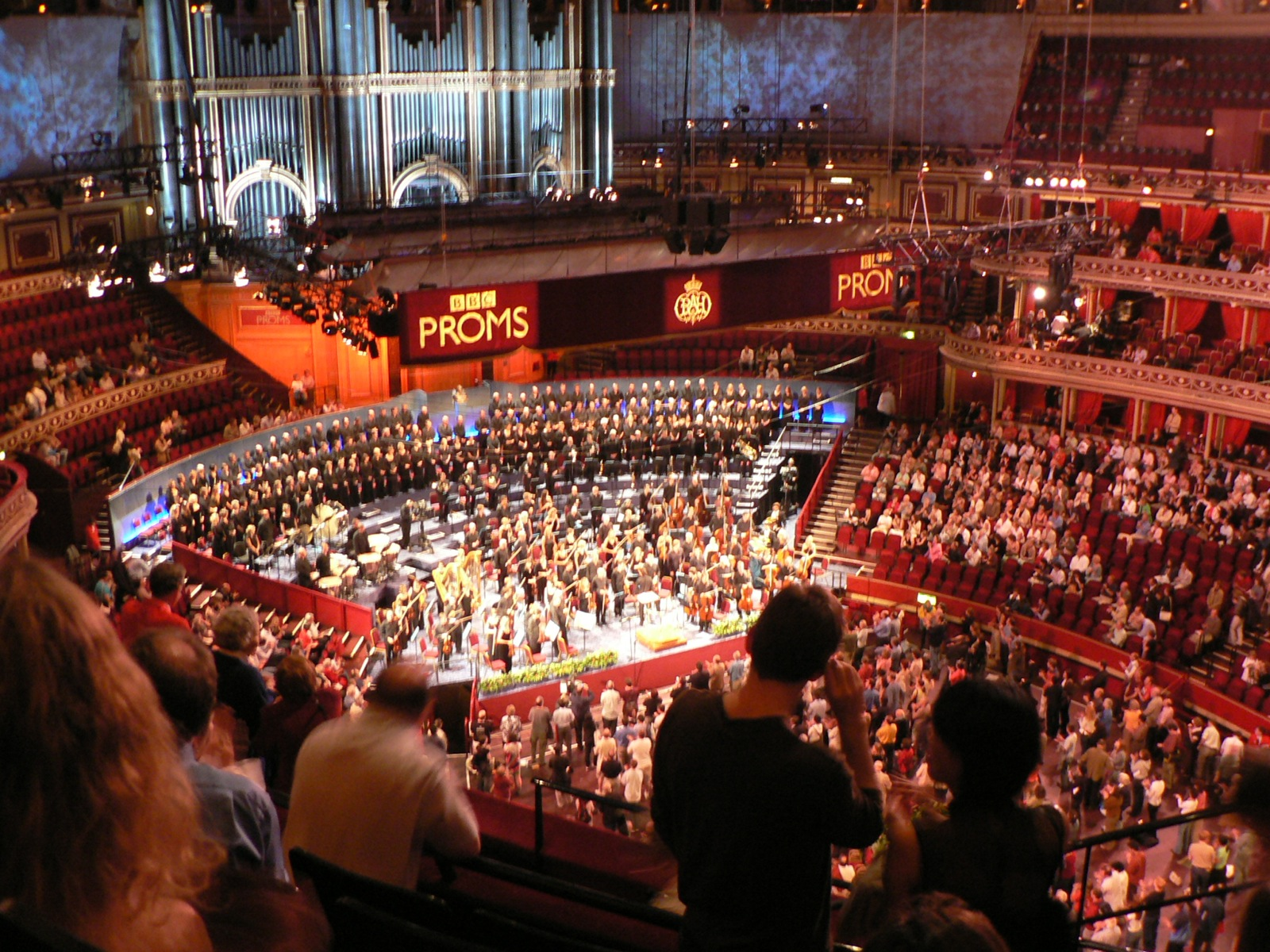
Fotografia d'un concert de The Proms; el bust de Henry Wood es veu entre les darreres files del cor

A partir de 1927, amb la mort de Newman, la BBC va prendre la direcció del festival. Durant la Segona Guerra Mundial es van mantenir els concerts, però amb el bombardeig que va destruir irremeiablement Queen's Hall, se'n va traslladar la localització al Royal Albert Hall, tot i que també es feren en altres localitzacions pel perill de raids aeris.
De 1948 a 1967 el director principal de The Proms va ser Malcolm Sargent, que va succeir Wood i es va convertir en el director d'orquestra anglès més conegut. Precisament Sargent havia dirigit el darrer concert la tarda abans del bombardeig nocturn a Queen's Hall.
A partir dels anys 60 es va començar a augmentar el nombre de concerts i també es va ampliar el repertori. També es va començar a convidar orquestres estrangeres. A partir dels anys 90 s'han ampliat les activitats, amb concerts per a infants, concerts de cambra al migdia, xerrades, etc. Tanmateix la tradició del promming (zona per a espectadors dempeus) ha continuat i es venen més d'un miler d'entrades (1.350) de peu dret per a cada concert a un preu popular (6£ el 2019). Aquestes entrades es venen el mateix dia del concert, cosa que genera cues. D'acord amb el seu esperit, en aquests concerts no cal una vestimenta formal.

## Last Night of the Proms
La darrera nit del festival (habitualment, el segon dissabte de setembre) es programa un concert especial, de to més lleuger, amb clàssics populars i que inclou una segona part de cançons patriòtiques britàniques que es clou amb l'himne nacional. Segons els anys i les circumstàncies del moment, s'hi han programat peces diverses però habitualment s'inclouen la marxa núm. 1 de Pompa i Circumstància d'Edward Elgar (amb la part "Land of Hope and Glory" cantada) i la Fantasia on British Sea Songs d'Henry Wood, seguida de "Rule, Britannia!" de Thomas Arne. En concert acaba amb Jerusalem d'Hubert Parry i l'himne God Save the King, darrerament en l'arranjament de Benjamin Britten. Acabat el concert, el públic canta Auld Lang Syne (L'hora dels adéus). Només en aquest darrer concert, però no en els altres, el públic sol portar banderes de Gran Bretanya o disfresses i participa cantant en algunes peces del concert.
Per aquest darrer concert les entrades van molt buscades, tot i que es manté el preu popular de les entrades sense dret a seient. Cap al final del concert, el director fa un discurs d'agraïment i de valoració de la temporada i anuncia la data de la First Night de la temporada següent. En general, el director de l'Orquestra Simfònica de la BBC ha dirigit aquest concert, però també ho han fet diversos directors convidats. Fins a 1980 sempre havien estat directors britànics; Charles Mackerras va ser el primer director no nascut a la Gran Bretanya que va dirigir el concert el 1980. Leonard Slatkin fou el primer americà el 2001. I Jiří Bělohlávek fou el primer no-anglòfon el 2007. La primera directora fou Marin Alsop el 2013.

## Proms in the Park
Degut a la gran demanda d'entrades, les activitats del festival es van començar a expandir i diversificar. Primer, el 1996, es va fer una emissió en pantalla de vídeo a Hyde Park. Però aviat es van començar a programar activitats independents en viu. També es programen activitats en altres ciutats del Regne Unit, amb concerts en directe abans de la projecció de l'emissió per la BBC de la Last Night of the Proms.